# Eyprepocnemis yunkweiensis
Eyprepocnemis yunkweiensis är en insektsart som beskrevs av Chang, K.S.F. 1937. Eyprepocnemis yunkweiensis ingår i släktet Eyprepocnemis och familjen gräshoppor. Inga underarter finns listade i Catalogue of Life.